# 感應式門禁系統
感應式門禁系統（英語：Proximity Access Control）大部分被使用在大型、中小型企業、銀行等。最大功效是輕鬆展控出勤狀況，迅速進出，管制進出人口，當公司人口有幾千人時，不用排隊刷卡，感應讀卡機可以在幾秒內，輕鬆判讀卡號，員工刷卡迅速有效率，不塞車。
感應門禁系統透過卡片感應到讀卡機，讀卡機透過控制器或電鎖感應到電腦，電腦在判斷該卡片是否為有效的卡片再傳輸回去，如果該卡片是有效卡片，讀卡機就會嗶一聲，代表是有效卡片，當卡片是無效卡時，讀卡機會不做任何動作，也無任何聲音。

## 感應式門禁系統主要基本結構

### 感應式門禁系統可分為二大類
1. 生物類
  1. 指紋
  2. 虹膜
  3. 掌靜脈辨識
  4. 指靜脈辨識
  5. 視網膜
  6. 臉型識別（據說誤判為10萬分之一[來源請求]）
2. 數位類
  1. 感應卡
  2. 密碼
  3. 紅外線
  4. 刷卡

### 目前市面上所使用的卡片有
1. Mifare卡（菲利浦），市面上的悠遊卡就是。
2. FeliCa (Sony) buuanmian

### 目前門禁系統最常見的二種格式
1. Wiegand
2. RS-485（通訊協定）

## 感應式門禁系統讀卡機的類別

### 單機型
通常搭配讀卡機以及控制器結合一起。

### 連線型
通常搭配USB Port (RS-485)

### Reader型
通常搭配讀卡機（純讀）

## 感應式門禁系統塔配的其他配件
1. 電源供應器
2. 讀卡機
3. 電磁鎖
4. Push button

## 感應式門禁系統特色及優勢
感應式門禁系統可以輕鬆的增加或刪除使用者，當母片遺失時（市面上還有一種機器叫做模擬機）可以重新設定母卡。